# Капанема (Пара)

Капанема на карте штата.

Капанема (порт. Capanema) — муниципалитет в Бразилии, входит в штат Пара. Составная часть мезорегиона Северо-восток штата Пара. Входит в экономико-статистический микрорегион Брагантина. Население составляет 63 639 человек на 2010 год. Занимает площадь 614,693 км². Плотность населения — 103,53 чел./км².
Праздник города — 5 ноября.

## История
Город основан в 1910 году.

## Демография
Согласно сведениям, собранным в ходе переписи 2010 г. Национальным институтом географии и статистики (IBGE), население муниципалитета составляет:
| Полное население                               | Полное население                               | Полное население                               | Полное население                               | 63 639 |
| ---------------------------------------------- | ---------------------------------------------- | ---------------------------------------------- | ---------------------------------------------- | ------ |
| в том числе:                                   | Городское население                            | 50 732                                         | Процент городского населения, %                | 79,72  |
|                                                | Сельское население                             | 12 907                                         | Процент сельского населения, %                 | 20,28  |
|                                                | Мужское население                              | 31 494                                         | Процент мужского населения, %                  | 49,49  |
|                                                | Женское население                              | 32 145                                         | Процент женского населения, %                  | 50,51  |
| Плотность населения, чел/км²                   | Плотность населения, чел/км²                   | Плотность населения, чел/км²                   | Плотность населения, чел/км²                   | 103,53 |
| Население муниципалитета в % к населению штата | Население муниципалитета в % к населению штата | Население муниципалитета в % к населению штата | Население муниципалитета в % к населению штата | 0,84   |

По данным оценки 2015 года население муниципалитета составляет 66 353 жителя.

## Статистика
- Валовой внутренний продукт на 2003 год составляет 195 841 804,00 реалов (данные: Бразильский институт географии и статистики).
- Валовой внутренний продукт на душу населения на 2003 год составляет 3291,40 реалов (данные: Бразильский институт географии и статистики).
- Индекс развития человеческого потенциала на 2000 год составляет 0,729 (данные: Программа развития ООН).

## География
Климат местности: экваториальный.

## Административное деление
Муниципалитет состоит из 3 дистриктов:
| № | Наименование дистрикта | Наименование дистрикта (порт.) | Территория, км² | Население, чел.(2010) | Население, чел.(2010) | Население, чел.(2010) | Плотность, чел./км² | Код дистрикта |
| № | Наименование дистрикта | Наименование дистрикта (порт.) | Территория, км² | всего                 | городское             | сельское              | Плотность, чел./км² | Код дистрикта |
| 1 | Капанема               | Capanema                       | 393,3           | 56 105                | 48 467                | 7638                  | 142,65              | 150220205     |
| 2 | Мираселвас             | Mirasselvas                    | 107,2           | 4420                  | 1104                  | 3316                  | 41,23               | 150220210     |
| 3 | Тауари                 | Tauari                         | 114,19          | 3114                  | 1161                  | 1953                  | 27,27               | 150220215     |

## Важнейшие населенные пункты
| № | Населённый пункт | Населённый пункт (порт.) | Категория | Население чел. (2010) | На карте                       |
| - | ---------------- | ------------------------ | --------- | --------------------- | ------------------------------ |
| 1 | Капанема         | Capanema                 | город     | 48 467                | 1°11′44″ ю. ш. 47°10′44″ з. д. |
| 2 | Тауари           | Tauari                   | поселок   | 1161                  | 1°07′48″ ю. ш. 47°03′36″ з. д. |
| 3 | Мираселвас       | Mirasselvas              | поселок   | 1104                  | 1°05′30″ ю. ш. 46°58′57″ з. д. |
| 4 | Сегреду          | Segredo                  | поселок   | 301                   | 1°06′43″ ю. ш. 47°04′54″ з. д. |